# Яковлєв Борис Павлович
Борис Павлович Яковлєв (16 липня 1908, містечко Золотуха, тепер селище Кольчугінського району Владимирської області, Російська Федерація — 8 січня 2008, місто Москва) — радянський партійний діяч, секретар ЦК КП(б) Киргизії, завідувач відділу листів ЦК КПРС. Депутат Верховної ради Російської РФСР 10—11-го скликань. Член Центральної Ревізійної комісії КПРС у 1981—1986 роках.

## Життєпис
Трудову діяльність розпочав у 1924 році у селянському господарстві.
У 1928—1933 роках — слюсар, технік із безпеки Кольчугінського заводу.
Член ВКП(б) з 1931 року.
У 1933—1936 роках — завідувач техніки безпеки зернорадгоспу Кольчугінського району Івановської промислової області.
У 1936—1937 роках — завідувач сільськогосподарського відділу Кольчугінської районної газети; інструктор Кольчугінського районного комітету ВКП(б) Івановської області.
У 1937—1939 роках — 1-й секретар Кольчугінського районного комітету ВКП(б) Івановської області.
У 1939—1940 роках — 2-й секретар Махачкалинського міського комітету ВКП(б) Дагестанської АРСР.
У 1940—1943 роках — секретар Дагестанського обласного комітету ВКП(б) із кадрів.
У 1943—1945 роках — слухач Вищої школи партійних організаторів при ЦК ВКП(б).
У 1945 — червні 1946 року — 2-й секретар Фрунзенського обласного комітету КП(б) Киргизії.
8 червня 1946 — 14 лютого 1949 року — секретар ЦК КП(б) Киргизії з кадрів. 14 лютого 1949 — 24 квітня 1952 року — секретар ЦК КП(б) Киргизії.
У 1952—1955 роках — слухач Вищої партійної школи при ЦК ВКП(б) (КПРС).
У серпні 1955 — березні 1958 року — 1-й секретар Ошського обласного комітету КП Киргизії.
У березні 1958 — 1961 року — голова Комісії радянського контролю Ради міністрів Киргизької РСР.
У 1961—1962 роках — міністр заготівель Киргизької РСР.
У 1962 — січні 1963 року — секретар Владимирського обласного комітету КПРС.
У січні 1963 — грудні 1964 року — секретар Владимирського сільського обласного комітету КПРС, заступник голови виконавчого комітету Владимирської сільської обласної ради депутатів трудящих, голова Комітету партійно-державного контролю Владимирського сільського обласного комітету КПРС і виконавчого комітету Владимирської сільської обласної ради депутатів трудящих.
У грудні 1964 — 1966 року — секретар Владимирського обласного комітету КПРС, голова Комітету партійно-державного контролю Владимирського обласного комітету КПРС і виконавчого комітету Владимирської обласної ради депутатів трудящих.
У 1966 — березні 1979 року — завідувач підвідділу листів загального відділу ЦК КПРС.
У березні 1979 — 1985? року — завідувач відділу листів ЦК КПРС.
Потім — персональний пенсіонер союзного значення у Москві.
Помер 8 січня 2008 року. Похований в Москві на Троєкуровському цвинтарі.

## Нагороди і звання
- два ордени Леніна
- орден Жовтневої Революції
- три ордени Трудового Червоного Прапора
- два ордени «Знак Пошани»
- медалі